# Cilgavimab
Cilgavimab ist ein monoklonaler Antikörper (MAK) zur Vorbeugung vor COVID-19. Er wird dazu mit dem MAK Tixagevimab kombiniert eingesetzt (als Antikörperkombi unter dem Entwicklungsnamen AZD7442, Handelsname: Evusheld; Hersteller AstraZeneca). Im März 2022 ließ die Europäische Kommission die Antikörperkombination zu zum Schutz vor einer Infektion (Präexpositionsprophylaxe) bei Risikopatienten, die nicht geimpft werden können. Das Anwendungsgebiet umfasst die „Vorbeugung von Covid-19 bei Erwachsenen und Jugendlichen ab zwölf Jahren und einem Gewicht ab 40 Kilogramm“. Die EMA stützt sich auf Daten eine Studien mit 5000 Erwachsenen, bei denen das Risiko einer Ansteckung nach dem Erhalt von zwei Dosen um 77 Prozent gesenkt werden konnte. Der Schutz hielt mindestens sechs Monate an, die Nebenwirkungen waren im Allgemeinen gering. Die Studiendaten wurden vor dem Aufkommen der SARS-CoV-2-Variante Omikron erhoben, die derzeit weltweit zu SARS-CoV-2-Infektionen führt. Laborstudien zeigen, dass die Omikron BA.1-Variante in Dosen von 150 mg weniger empfindlich auf Tixagevimab und Cilgavimab reagiert als die Omikron BA.2-Variante. Die EMA gab an, in den kommenden Wochen zu prüfen, ob ein alternatives Dosierungsschema für die Prävention von COVID-19 aufgrund der neuen Varianten geeignet sein könnte.

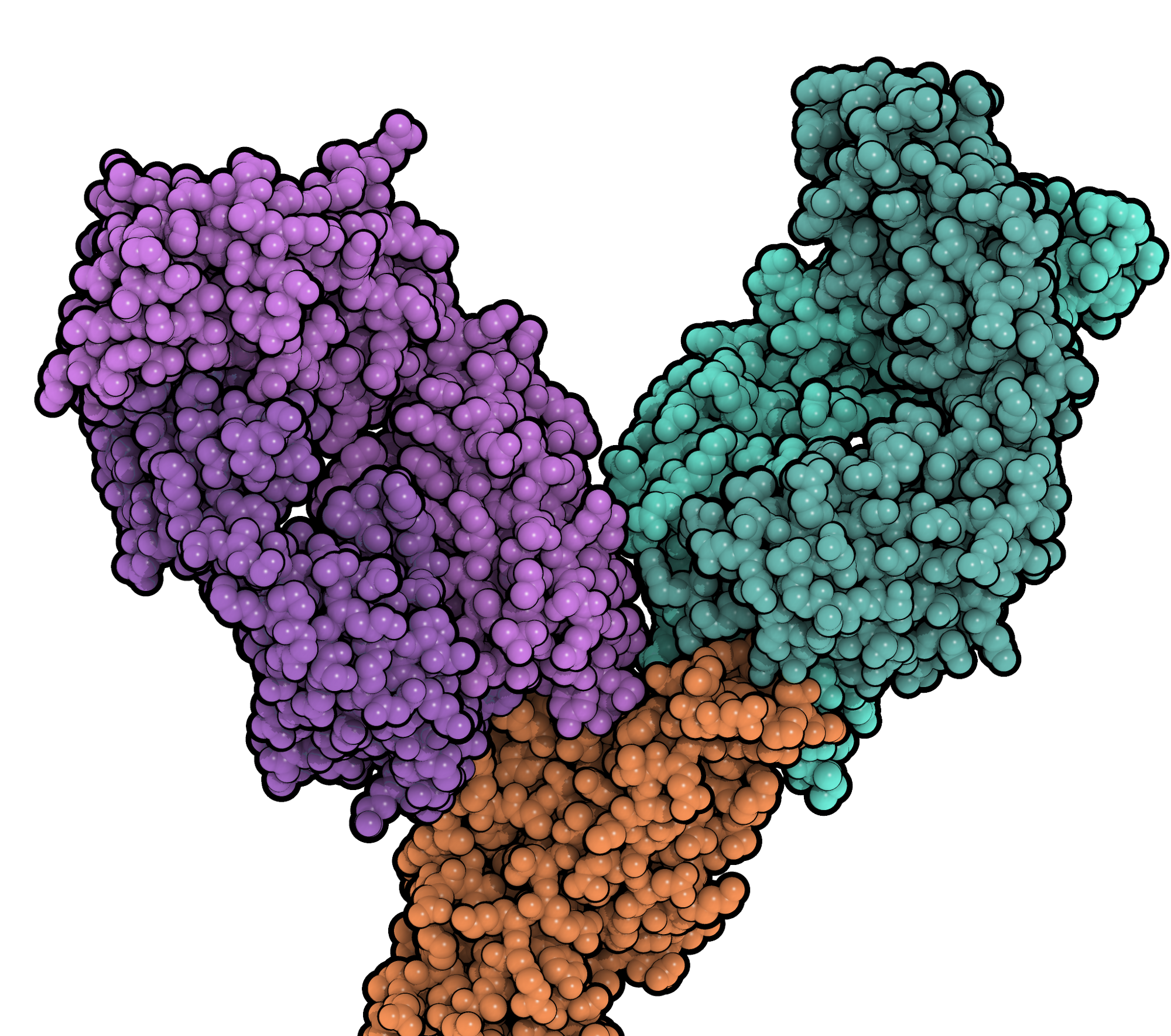
Cilgavimab (violett, links) und Tixagevimab (türkis, rechts) binden an die Rezeptorbindungsdomäne des Spike-Glykoproteins (PDB: 7L7E)

In den USA hat die Antikörperkombination seit Dezember 2021 eine Notfallzulassung, in Australien besteht seit Februar 2022, in Großbritannien seit März 2022 eine provisorische bzw. bedingte Zulassung.

## Eigenschaften
Cilgavimab wird rekombinant in Ovarialzellen des chinesischen Hamsters (CHO-Zellen – englisch Chinese Hamster Ovary) hergestellt. Die schwere gamma-Kette des Antikörpers besteht aus 461, die leichte kappa-Kette aus 219 Aminosäuren. Es handelt sich um einen gegen das Spike-Glykoprotein des SARS-CoV-2 gerichteten MAK. Die Struktur eines aus dem Serum von COVID-19-Rekonvaleszenten isolierten Antikörpers vom Typ IgG1 wurde derart modifiziert, dass das Molekül länger als ein physiologischer Antikörper im Blut verbleibt (englisch Long Acting Antibody, LAAB). Dadurch soll er auch sechs bis zwölf Monate lang einen Schutz vor einer SARS-CoV-2-Infektion bieten können.

## Studien
Untersucht wird die Kombination AZD7442 im Rahmen der Studien ACTIV-3, PROVENT, und STORM CHASER.